# Родріго Лавіньш
Родріго Лавіньш (латис. Rodrigo Laviņš; 3 серпня 1974, м. Рига, Латвія) — латвійський хокеїст, захисник. 
Виступав за «Пардаугава» (Рига), «Йокеріт» (Гельсінкі), АІК (Стокгольм), «Ільвес» (Тампере), ГПК Гямеенлінна, «Аугсбург Пантерс», «Молот-Прикам'я» (Перм), «Динамо» (Москва), ХК «Рига 2000», «Брюнес» (Євле), «Металург» (Новокузнецьк), ХК «Седертельє», «Динамо» (Рига).
У складі національної збірної Латвії учасник зимових Олімпійських ігор 2006 і 2010, учасник чемпіонатів світу 1993 (група C), 1996 (група B), 1997, 1998, 1999, 2000, 2002, 2003, 2005, 2007, 2008 і 2009. 
Досягнення
- Бронзовий призер чемпіонату Фінляндії (2000).